# Кубок Исландии по волейболу среди женщин
Кубок Исландии по волейболу среди женщин — ежегодное соревнование женских волейбольных команд Исландии. Проводится с 1979 года.

## Формула соревнований
Соревнования проходят по системе плей-офф («осень-весна»). Победители полуфинальных матчей в финале определяют обладателя Кубка. В финале розыгрыша 2024/25 КА победил ХК 3:2.

## Победители
| - 1979 ИС Рейкьявик - 1980 ИС Рейкьявик - 1981 ИС Рейкьявик - 1982 ИС Рейкьявик - 1983 «Троттюр» Рейкьявик - 1984 «Вёльсингюр» Хусавик - 1985 ИС Рейкьявик - 1986 ИС Рейкьявик - 1987 «Брейдаблик» Коупавогюр - 1988 «Троттюр» Рейкьявик - 1989 «Викингюр» Рейкьявик - 1990 «Викингюр» Рейкьявик - 1991 «Викингюр» Рейкьявик - 1992 ИС Рейкьявик - 1993 «Викингюр» Рейкьявик - 1994 ИС Рейкьявик - 1995 «Викингюр» Рейкьявик - 1996 ИС Рейкьявик - 1997 ИС Рейкьявик - 1998 ИС Рейкьявик - 1999 ИС Рейкьявик - 2000 «Троттюр» Нескёйпстадюр - 2001 «Троттюр» Нескёйпстадюр - 2002 «Троттюр» Нескёйпстадюр | - 2003 ХК Коупавогюр - 2004 «Троттюр» Рейкьявик - 2005 «Троттюр» Рейкьявик - 2006 «Троттюр» Рейкьявик - 2007 «Троттюр» Рейкьявик - 2008 «Троттюр» Нескёйпстадюр - 2009 ХК Коупавогюр - 2010 ХК Коупавогюр - 2011 «Троттюр» Нескёйпстадюр - 2012 «Афтюрельдинг» Мосфедльсбайр - 2013 ХК Коупавогюр - 2014 ХК Коупавогюр - 2015 «Афтюрельдинг» Мосфедльсбайр - 2016 «Афтюрельдинг» Мосфедльсбайр - 2017 «Афтюрельдинг» Мосфедльсбайр - 2018 «Троттюр» Нескёйпстадюр - 2019 КА Акюрейри - 2020 турнир не завершён - 2021 ХК Коупавогюр - 2022 КА Акюрейри - 2023 КА Акюрейри - 2024 «Афтюрельдинг» Мосфедльсбайр - 2025 КА Акюрейри |